# Тисауйварош
Тисауйварош (угор. Tiszaújváros) (в 1970—1990 Ленінварош) — місто на північному сході Угорщини за 35 кілометрах від столиці медьє — міста Мішкольца. Населення — 17 517 чоловік (2001).

## Міста-побратими
- Берегове, Україна
- Людвігсхафен, Німеччина
- Меркуря-Чук, Румунія
- Рімавска Собота, Словаччина
- Свентохловіце, Польща

## Галерея

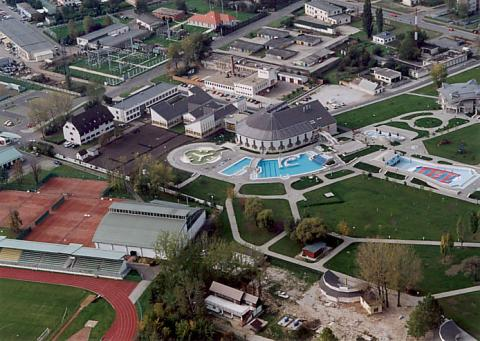
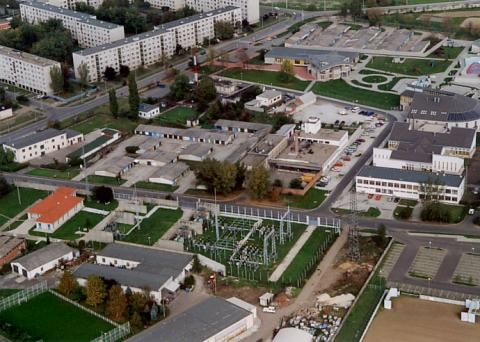
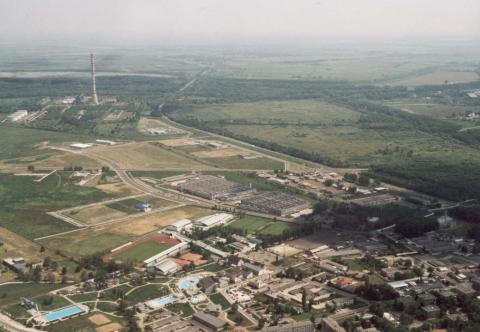